# Hwang Jang-yop
Hwang Jang-yop, född 17 februari 1923 i Kangdong i Södra P'yŏngan, död 10 oktober 2010 i Seoul, var en nordkoreansk politiker som gick i landsflykt. Han anses vara den hittills högst uppsatta dissidenten från landet som hoppat av till Sydkorea.

## Politisk karriär
Under 1950-talet var Hwang Jang-yop rektor för Kim Il Sung-universitetet och undervisade personligen Kim Jong-il. Han var också vice ordförande för Koreas arbetarpartis propagandaavdelning och påstås ha varit den huvudsaklige upphovsmannen till den nordkoreanska statsideologin, juche.

## Liv i exil
I februari 1997 sökte han politisk asyl vid den sydkoreanska ambassaden i Peking och flyttade därefter till Sydkorea. Efter avhoppet har, sägs det, hans fru begått självmord, hans ena dotter dött i samband med en bilolycka medan hans övriga familj har blivit skickad till arbetsläger. I Sydkorea har hans möjligheter att verka politiskt beskurits av både den sydkoreanska säkerhetstjänsten, som satt honom i husarrest, och de dödshot som riktas mot honom från Nordkorea. I de uttalanden han kunnat göra har han angripit både Nord- och Sydkoreas regeringar.